# 마리 세르네홀트
마리 엘레오노르 세르네홀트(스웨덴어: Marie Eleonor Serneholt, 1983년 7월 11일 ~ )는 스웨덴의 가수 겸 모델이자 방송인이다. 음악 그룹 A-Teens의 멤버로 활동한 경력이 있다.

## 생애
1983년 7월 11일, 스웨덴 스톡홀름에서 스웨덴인 어머니 리제-로트 쇠더베르그(Lise-Lott Söderberg)와 같은 스웨덴인 음악가 아버지 로니 세르네홀트(Ronnie Serneholt, 본명: 스티그 로니 세르네홀트(Stig Ronny Serneholt)) 사이에서 태어났다.

### 솔로 가수 활동
2006년, 첫 솔로 정규 앨범 《Enjoy the Ride》를 발매하여 솔로 가수로 데뷔했다.

## 음반 목록

### 앨범
- 《Enjoy the Ride》 (2006)

### 싱글
- 《That's the Way My Heart Goes》 (2006)
- 《I Need a House》 (2006)
- 《Oxygen》 (2006)
- 《Disconnect Me》 (2009)
- 《Salt & Pepper》 (2012)